# Campo de internamiento de Compiègne-Royallieu
El campo de internamiento de Royallieu-Compiègne, situado en la ciudad de Compiègne al norte de Francia, funcionó como centro de internamiento y deportación desde junio de 1941 hasta agosto de 1944. Allí fueron detenidos tanto miembros de la resistencia francesa como judíos. Se calcula que alrededor de 40.000 personas fueron enviadas desde este campo a otros situados en la Alemania de aquel entonces.
Se han erigido un monumento en el lugar del campo y otro junto a las vías del tren como recordatorios de la tragedia ocurrida allí.

## Historia
Antes de la Segunda Guerra Mundial, este lugar funcionaba como cuartel militar del ejército francés. Años antes, el 11 de noviembre de 1918, fue escenario de la firma del armisticio que marcó la victoria de Francia en la Primera Guerra Mundial.

### Segunda Guerra Mundial
Este lugar fue escenario de un segundo armisticio, al convertirse en el sitio donde se firmó la ocupación alemana de Francia. El 22 de junio de 1940, pasó a ser el único campo controlado completamente por las autoridades alemanas dentro del territorio francés. Ya para junio de 1941, operaba plenamente como centro de internamiento. La población del campo se componía mayoritariamente de presos políticos (70 %), seguidos por judíos (12 %) y altos funcionarios franceses (8 %). La mayoría de los internados eran opositores al régimen colaboracionista de Vichy.
La función central del campo consistía en operar como punto de partida para las deportaciones. Su destino principal era Auschwitz, aunque también se enviaban prisioneros a otros campos de concentración. La primera deportación de judíos desde Royallieu-Compiègne hacia Auschwitz tuvo lugar el 27 de marzo de 1942.
Los archivos del campo no fueron gestionados de forma rigurosa, lo que impidió conocer con exactitud la cantidad real de prisioneros detenidos. Por ejemplo, solo se cuenta con estimaciones del número de personas trasladadas mediante "teleférico".El campo operó de manera continua durante un periodo de tres años, entre 1941 y 1944.

### Después de la Segunda Guerra Mundial
Tras la liberación de Francia, el campo fue cerrado y se mantuvo inaccesible al público hasta que se inauguró el monumento conmemorativo a comienzos de 2008.

## Memorial
El 23 de febrero de 2008 se abrió al público el Monumento al Internamiento y la Deportación (Mémorial de l'internement et de la déportation Camp de Royallieu), ubicado en el antiguo emplazamiento del campo de internamiento y deportación de Compiègne.
El memorial ofrece un recorrido físico por el antiguo terreno del campo, incluyendo visitas educativas a las habitaciones y barracones.Con el tiempo, se añadieron elementos conmemorativos como un muro con los nombres de los detenidos registrados, una ruta de escape simbólica y un Jardín del Recuerdo.